# Wood Harris
Sherwin David Harris, detto Wood (Chicago, 17 ottobre 1969), è un attore statunitense.
Ha interpretato Motaw in Above the Rim, Ace Boogie nel film Paid in Full con il rapper Cam'ron e di Julius Campbell in Il sapore della vittoria - Uniti si vince con Denzel Washington.

## Biografia
Sherwin David Harris nasce a Chicago (Illinois), figlio di Mattie e John Harris. Anche il fratello maggiore, Steve Harris, è attore. Mentre stava a New York è apparso anche in alcune opere teatrali e ha recitato nel suo primo ruolo importante, il film di basket drammatico Above the Rim, con Tupac Shakur e Marlon Wayans, quindi . Wood Harris infatti, oltre ad essere un dotatissimo attore, è anche un discreto giocatore di pallacanestro. Anche in diversi film successivi lo si vedrà impegnato in campi da basket, come in Above the Rim, in cui lo si vede schiacciare con una certa facilità e naturalezza.
Harris è stato premiato al New York Film Festival come "1st Run Best Actor Award" per "Derrick 'D-Train' Trainer" in Morningside Prep, un cortometraggio di 30 minuti diretto dal debuttante Malcolm D. Lee. Ha fatto la guest star in alcuni show televisivi, fino a quando nel 2000 non ha interpretato la parte di Jimi Hendrix nel film Hendrix.
Sempre nello stesso anno ricevette la sua prima nominatione per il NAACP Image Award "Outstanding Supporting Actor" assieme alla nomination per "Favorite Supporting Actor" della Blockbuster Movie Award per il suo ruolo in Il sapore della vittoria - Uniti si vince di Julius Campbell.
Nel 2002 ha recitato in Paid in Full, film basato sulla storia di tre leggendari spacciatori di Harlem.
Ha recitato anche nel ruolo di Avon Barksdale nelle prime tre stagioni della serie dell'HBO The Wire. Ha anche prodotto il suo album di debutto Beautiful Wonderful, che doveva essere commercializzato nel 2005.
Harris ritornò quindi al suo ruolo di spacciatore nella quinta serie di The Wire
Appare in Sweetwater, film uscito nel 2023, che racconta la storia del primo giocatore di colore dell'NBA.

## Filmografia

### Cinema
- Above the Rim, regia di Jeff Pollack (1994)
- Qualcosa è cambiato (As Good as It Gets), regia  di James L. Brooks (1997)
- Celebrity, regia di Woody Allen (1998)
- Attacco al potere (The Siege), regia di Edward Zwick (1998)
- Lui, lei e gli altri (Committed), regia di Lisa Krueger (2000)
- The Gold Cup, regia di Lucas Reiner (2000)
- Are You Cinderella?, regia di Charles Hall - cortometraggio (2000)
- Il sapore della vittoria (Remember the Titans), regia di Boaz Yakin (2000)
- Train Ride, regia di Rel Dowdell (2000)
- Paid in Full, regia di Charles Stone III (2002)
- Joy Road, regia di Harry A. Davis (2004)
- Dirty - Affari sporchi (Dirty), regia di Chris Fisher (2005)
- Southland Tales - Così finisce il mondo (Southland Tales), regia di Richard Kelly (2006)
- Jazz in the Diamond District, regia di Lindsey Christian (2008)
- Cuori di vetro (Not Easily Broken), regia di Bill Duke (2009)
- Dough Boys, regia di Nicholas Harvell (2009)
- Next Day Air, regia di Benny Boom (2009)
- Just Another Day, regia di Peter Spirer (2009)
- Provetta d'amore (The Babymakers), regia di Jay Chandrasekhar (2012)
- Dredd - Il giudice dell'apocalisse (Dredd), regia di Pete Travis (2012)
- Ant-Man, regia di Peyton Reed (2015)
- Creed - Nato per combattere (Creed), regia di Ryan Coogler (2015)
- C'era una volta a Los Angeles (Once Upon a Time in Venice), regia di Mark Cullen e Robb Cullen (2017)
- 11 settembre: Senza scampo (9/11), regia di Martin Guigui (2017)
- Blade Runner 2049, regia di Denis Villeneuve (2017)
- Creed II, regia di Steven Caple Jr. (2018)
- Always and Forever, regia di Chris Stokes (2020)
- Ransum Games, regia di Parris Reaves (2021)
- Space Jam: New Legends (Space Jam: A New Legacy), regia di Malcolm D. Lee (2021)
- Creed III, regia di Michael B. Jordan (2023)
- Una battaglia dopo l'altra (One Battle After Another), regia di Paul Thomas Anderson (2025)

### Televisione
- NYPD - New York Police Department (NYPD Blue) – serie TV, episodio 4x01 (1996)
- Oz – serie TV, episodio 1x07 (1997)
- Cosby – serie TV, episodio 2x03 (1997)
- New York Undercover – serie TV, episodio 4x11 (1998)
- Spenser: Small Vices, regia di Robert Markowitz – film TV (1999)
- Hendrix, regia di Leon Ichaso – film TV (2000)
- Rhapsody, regia di Jeffrey W. Byrd – film TV (2000)
- The Wire  – serie TV, 38 episodi (2002-2008)
- The Twilight Zone – serie TV, episodio 1x26 (2003)
- Numb3rs – serie TV, 3x21 (2007)
- Dr. House (House, M.D.) – serie TV, episodio 5x09 (2008)
- Southland – serie TV, 3 episodi (2010)
- Justified - L'uomo della legge (Justified) – serie TV, 4 episodi (2014)
- The Breaks – serie TV, 8 episodi (2017)
- Ryan Hansen Solves Crimes on Television – serie TV, 8 episodi (2019)
- Empire – serie TV, 28 episodi (2018-2020)
- Winning Time - L'ascesa della dinastia dei Lakers (Winning Time: The Rise of the Lakers Dynasty) – serie TV, 6 episodi (2022)

## Doppiatori italiani
Nelle versioni in italiano delle opere in cui ha recitato, Wood Harris è stato doppiato da:
- Dario Oppido in Hawaii Five-0, Creed - Nato per combattere, Creed II, Creed III
- Riccardo Scarafoni in Provetta d'amore, Dredd - Il giudice dell'apocalisse, C'era una volta a Los Angeles
- Alberto Bognanni in Dr. House - Medical Division, Blade Runner 2049
- Nanni Baldini in Celebrity
- Simone D'Andrea in Lui, lei e gli altri
- Massimo De Ambrosis in Il sapore della vittoria
- Gianluca Tusco in Paid in Full
- Pasquale Anselmo in The Wire
- Oreste Baldini in Southland Tales - Così finisce il mondo
- Enrico Di Troia in Ant-Man
- Guido Di Naccio in 11 settembre: Senza scampo
- Francesco Pezzulli in Winning Time - L'ascesa della dinastia dei Lakers